# Tryggare kan ingen vara
För andra betydelser, se Tryggare kan ingen vara (olika betydelser).
Tryggare kan ingen vara är en psalm skriven av Lina Sandell cirka 1850 som hon bearbetade 1855, då den trycktes i Andeliga daggdroppar som hon gav ut anonymt. Inspirationen kom då hon som liten flicka en gång kröp upp i ett träd och såg fåglarnas väl dolda bon (”kända nästet”). Kort efter att texten skrevs drunknade Lina Sandells far under en båtresa i hennes närvaro. Oscar Lövgren anger i sin bok om Lina Sandell att texten genom faderns oväntade död strax efter, symboliserade en slags föraning om vad som komma skulle, som kännetecknade Lina Sandell och även fadern vid flera tillfällen.
Tryggare kan ingen vara hette i den första versionen den Trygghet och i en andra version Guds barns trygghet. Enligt legenden satt hon upp i ett stort askträd intill prästgården när hon skrev sången.
Den publicerades i Herde-Rösten 1892 med fem verser, utan angiven författare. De i andra publikationer ingående sex verserna har kortats till fem från och med 1937 års psalmbok.
Psalmen är sannolikt den mest använda doppsalmen och den är också ganska vanlig som begravningspsalm.
Melodin uppges vara en svensk variant av tysk folkmelodi, men i Koralbok för Nya psalmer, 1921 anges två olika melodier, en a-melodi av Ivar Widéen från 1919 och den andra som "folkmelodi".
1925 fick sången en text på engelska, som heter Children of the Heavenly Father.

## Inspelningar
Sången finns insjungen av Carola Häggkvist på albumet "Blott en dag" 1998.

## Filmmusik
Sången används som filmmusik i filmen "Mer om oss barn i Bullerbyn" från 1987 .

## Publikation
- Lovsånger och andeliga visor 1877 som nr 87 med 10 verser och titeln "Guds barns trygghet".
- Stockholms söndagsskolförenings sångbok 1882 som nr 51 under rubriken Sånger af allmänt innehåll, med fem verser och titeln "Guds barns trygghet".
- Metodistkyrkans psalmbok 1896 nr 393, 6 verser, under rubriken "Kristi kyrka" i en version signerad Fr. Engelke.
- Herde-Rösten 1892 som nr 45 under rubriken "Guds barns trygghet".
- Svensk söndagsskolsångbok 1908 som nr 194 under rubriken "Guds barns trygghet"
- Lilla Psalmisten 1909 som nr 89 under rubriken "Frälsningen".
- Svenska Missionsförbundets sångbok 1920 som nr 326 under rubriken "Guds barns trygghet".
- Nya psalmer 1921 som nr 622, tillägget till 1819 års psalmbok under rubriken "Det Kristliga Troslivet: Troslivet i hem och samhälle: Det kristna hemmet: Äkta makar + några okända rubriker".
- Svensk söndagsskolsångbok 1929 som nr 134 under rubriken "Guds barns glädje och trygghet"
- Frälsningsarméns sångbok 1929 som nr 356 under rubriken "Jubel, erfarenhet och vittnesbörd"
- Psalm och Sång 1929/31, som nr 130 under rubriken "Trosvisshet och barnaskap"
- Musik till Frälsningsarméns sångbok 1930 som nr 356
- Segertoner 1930 som nr 345
- Sionstoner 1935 som nr 352 under rubriken "Nådens ordning: Trosliv och helgelse".
- Guds lov 1935 som nr 540 under rubriken "Barnsånger".
- 1937 års psalmbok som nr 513 under rubriken "Barn".
- Segertoner 1960 som nr 344
- Psalmer för bruk vid krigsmakten 1961 som nr 513, verserna 1-5.
- Frälsningsarméns sångbok 1968 som nr 423 under rubriken " - Erfarenhet och vittnesbörd"
- 1986 års psalmbok 1986 års Cecilia-psalmbok, Psalmer och Sånger 1987, Segertoner 1988 och Frälsningsarméns sångbok 1990 under rubriken "Förtröstan - trygghet" som nr 248.
- Lova Herren 1988 som nr 750 under rubriken "Barn och ungdom".
- Svensk psalmbok för den evangelisk-lutherska kyrkan i Finland (1986) som nr 390 under rubriken "Tro och trygghet"
- Barnens svenska sångbok, 1999, under rubriken "Hemma i världen".
- Hela familjens psalmbok 2013 som nummer 22 under rubriken "Gud tycker om oss".[6]

## Missuppfattningar
Enligt boken Det är saligt att samla citron har en del barn trott att texten varit:
- Bryggare kan ingen vara
- Trygga räkan (kan) ingen vara [7][8]
- Tryggare kan ingen vara, än Guds lilla barn i Skara